# 上田大橋
上田大橋（うえだおおはし）は、長野県上田市の千曲川に架かる橋長470.1 m（メートル）の国道18号上田坂城バイパスの桁橋。

## 概要
上田市上塩尻 - 下之条に架かり、下り線側を暫定2車線で供用中である。当時の上田市では千曲川を渡る交通は上田橋・古舟橋・小牧橋の3橋に集中しており、渋滞緩和に向けて国による上田大橋と市による常田新橋が同時期に計画・整備された。
- 形式 - 鋼4径間連続箱桁橋2連
- 活荷重 - B活荷重
- 橋長 - 470.100 m
  - 支間割 - (57.950 m + 58.800 m + 58.800 m + 58.150 m) + (58.150 m + 58.800 m + 58.800 m + 57.950 m)
- 幅員
  - 総幅員 - 12.750 m（暫定2車線）
  - 有効幅員 - 11.750 m
  - 車道 - 8.250 m
  - 歩道 - 片側3.500 m
- 床版 - 鉄筋コンクリート
- 総鋼重 - 2,108 t
- 施工 - 三井造船[注釈 1]・栗本鐵工所[注釈 2]JV
- 竣工 - 1999年度（平成9年度）
- 開通 - 2000年（平成12年）2月18日[3]
- 架設工法 - トラッククレーンベント工法

## 歴史
- 1991年度（平成3年度） - 上田坂城バイパスが建設省により事業化[4][5]。
- 1996年（平成8年）2月23日 - 上田大橋の仮称で着工[5]。
- 1999年（平成11年）2月25日 - 正式名称が仮称と同じ上田大橋に決定する。同日には常田新橋も正式名称が決定された[6]。
- 2000年（平成12年）2月18日 - 本橋を含む、国道18号上田坂城バイパスの上塩尻東交差点 - 下之条北交差点間延長1.6 kmが暫定2車線で開通。同日には国道143号築地バイパス・長野県道65号上田丸子線築地下之郷バイパスも開通している[7][8]。上田市に架かる千曲川の道路橋としては7番目の橋となる。

## 周辺
- 国道18号上田バイパス
- アクアプラザ上田
- しなの鉄道線
- 北陸新幹線
- 上田市南部終末処理場
- 南部クリーンパーク
- 国道143号